# Stanko Bubalo
Stanko Bubalo (Široki Brijeg, 26 aprile 1973) è un ex calciatore croato, di ruolo attaccante.

## Biografia
Nato nel capoluogo dell'Erzegovina Occidentale si è sposato nel 2012 con Danica. Suo fratello Zoran è stato allenatore della nazionale bosniaca U-19.

## Caratteristiche tecniche
Molta abile nel dribbling, ma dotato anche di un ottimo senso del goal, era propenso nel ricercare l'uno contro uno per saltare i difensori avversari e crearsi lo spazio per calciare a rete. Il suo stile di gioco, già dalla prima avventura nel Široki Brijeg, gli valse il soprannome: Ronaldo da Turčinovići che lo accompagnò per tutta la carriera calcistica.

## Carriera

### Club
Iniziò la carriera agonistica nel Široki Brijeg dove giocò fino al 1998, anno in cui si trasferì al Osijek. Nella squadra slavona militò due stagioni giocando tra tutte le competizioni 76 partite con 27 reti messe a segno, vinse la Coppa di Croazia 1998-1999 giocando dal primo minuto la finale contro il Cibalia. Nell'estate 2000 passò tra le file dell'Hajduk Spalato con il quale, il 26 luglio, esordì da titolare nella partita di andata del secondo turno preliminare di Champions League contro il Dunaferr. Iniziò la prima ed unica stagione con i Bili a rilento, segnò la prima rete solo nella decima giornata, per poi sbloccarsi e concludendo il campionato con 14 reti messe a segno e diventando il miglior marcatore per il proprio club in campionato. In Coppa di Croazia 2000-2001 segnò 7 reti diventando miglior marcatore della competizione, ma le reti più importanti le segnò nell'ultima giornata di campionato, quando segnando una doppietta al Varteks, regalò il titolo croato alla squadra spalatina. Dopo aver disputato in una stagione 39 partite con 27 reti messe a segno si trasferì nel Kärnten dove militò sei stagioni vincendo una Supercoppa d'Austria. Nel 2007 ritornò nella città natia chiudendo due anni dopo la carriera agonistica.

### Nazionale
Esordì con la Croazia il 16 giugno 1999 nell'amichevole giocatasi a Seul contro il Messico. Disputò la seconda ed ultima partita con i Vatreni quasi ad un anno di distanza, il 28 maggio 2000 contro la Francia a Zagabria. In entrambe le occasioni subentrò nei minuti finali della partita.

## Statistiche

### Cronologia presenze e reti in nazionale
| Cronologia completa delle presenze e delle reti in nazionale ― Croazia | Cronologia completa delle presenze e delle reti in nazionale ― Croazia | Cronologia completa delle presenze e delle reti in nazionale ― Croazia | Cronologia completa delle presenze e delle reti in nazionale ― Croazia | Cronologia completa delle presenze e delle reti in nazionale ― Croazia | Cronologia completa delle presenze e delle reti in nazionale ― Croazia | Cronologia completa delle presenze e delle reti in nazionale ― Croazia | Cronologia completa delle presenze e delle reti in nazionale ― Croazia |
| Data                                                                   | Città                                                                  | In casa                                                                | Risultato                                                              | Ospiti                                                                 | Competizione                                                           | Reti                                                                   | Note                                                                   |
| ---------------------------------------------------------------------- | ---------------------------------------------------------------------- | ---------------------------------------------------------------------- | ---------------------------------------------------------------------- | ---------------------------------------------------------------------- | ---------------------------------------------------------------------- | ---------------------------------------------------------------------- | ---------------------------------------------------------------------- |
| 16-6-1999                                                              | Seul                                                                   | Croazia                                                                | 2 – 1                                                                  | Messico                                                                | Amichevole                                                             | -                                                                      | 88’                                                                    |
| 28-5-2000                                                              | Zagabria                                                               | Croazia                                                                | 0 – 2                                                                  | Francia                                                                | Amichevole                                                             | -                                                                      | 89’                                                                    |
| Totale                                                                 |                                                                        | Presenze                                                               | 2                                                                      |                                                                        | Reti                                                                   | 0                                                                      |                                                                        |

## Palmarès

### Competizioni nazionali
- Coppa di Croazia: 1

Osijek: 1998-1999
- Campionato croato: 1

Hajduk Spalato: 2000-2001
- Supercoppa d'Austria: 1

Kärnten: 2001